# Westelijke Liang (555–587)
De Liang-dynastie (555–587), later ook wel Westelijke Liang (西梁) of Latere Liang (後梁) genoemd ter onderscheiding van de Liang-dynastie (502–557), was een kleine vazalstaat tijdens de Chinese periode van Zuidelijke en Noordelijke Dynastieën. De staat was gelegen halverwege het stroomgebied van de Jangtsekiang, centraal in de huidige provincie Hubei. Van 555 tot 557 was het ondergeschikt aan de Westelijke Wei-dynastie, van 557 tot 581 aan de Noordelijke Zhou-dynastie (die de Westelijke Wei verving) en van 581 tot 587 aan de Sui-dynastie (die de Noordelijke Zhou verving) voordat Sui het landje annexeerde.
De stichtende keizer van de Westelijke Liang, Xiao Cha, was een kleinzoon van de grondlegger van de Liang-dynastie Liang Wudi. Dientengevolge wordt de Westelijke Liang doorgaans beschouwd als een rompstaat van de Liang-dynastie na 557. Van 555 tot 557 bestonden de twee staten tegelijkertijd: Xiao Cha regeerde vanuit Jiangling, terwijl de Liang-keizers Xiao Yuanming en Xiao Fangzhi regeerden vanuit Jiankang. Voor 555 regeerde Liang Yuandi ook vanuit Jiangling voordat hij werd gevangengenomen en geëxecuteerd door Xiao Cha en zijn bondgenoten uit de Westelijke Wei. Maar hij wordt gezien als een Liang-keizer en geen Westelijke Liang-keizer omdat hij bijvoorbeeld (althans nominaal) over een veel groter gebied heerste.
De Westelijke Liang had 3 keizers, Xiao Cha (keizer Xuan), Xiao Kui (keizer Ming) en Xiao Cong (keizer Jing). Van 617 tot 621, toen de Sui-dynastie instortte, bezette Xiao Cha's achterkleinzoon Xiao Xian het voormalige territorium van de Westelijke Liang-dynastie (en meer) en riep zichzelf uit als Koning van Liang, maar zijn kort bestaande staatje wordt doorgaans apart gerekend.

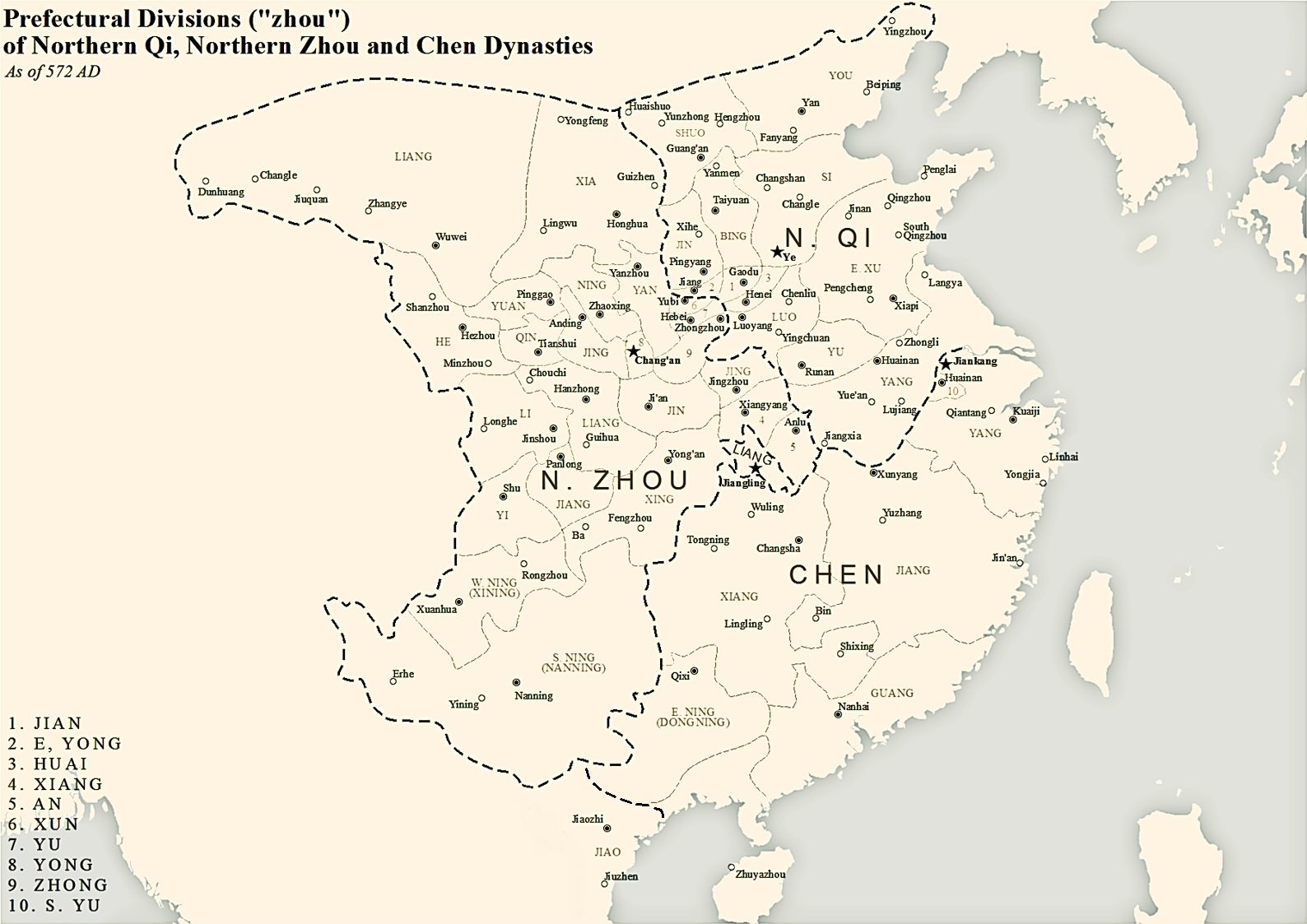
Westelijke Liang en haar buren in het jaar 572

Zuidelijke Dynastieën: Liu Song · Zuidelijke Qi · Liang (Westelijke Liang) · Chen

Noordelijke Dynastieën: Noordelijke Wei · Oostelijke Wei · Westelijke Wei · Noordelijke Qi · Noordelijke Zhou

(Zes Dynastieën)